# Nisipuri Dorobănția
Nisipuri Dorobănția este un cartier mărginaș al Craiovei situat în partea de vest a orașului la ieșire spre Bucovăț.
 Acest articol despre o localitate din județul Dolj este deocamdată un ciot. Puteți ajuta Wikipedia prin completarea lui.